# ماريو ميزا
ماريو ميزا (بالإسبانية: Mario Meza)‏ هو لاعب كرة قاعدة مكسيكي، ولد في 24 نوفمبر 1990 في كولياكان في المكسيك.

## وصلات خارجية
- ماريو ميزا على موقعبيزبول رفرنس.كوم (الدوري الثانوي) (الإنجليزية)